# Güler Sabancı
Güler Sabanci (née le 15 août 1955 à Adana) est une femme d'affaires et dirigeante d'entreprise turque. Elle préside le conglomérat turc Sabancı Holding, le deuxième groupe le plus important de Turquie,.

## Biographie
Güler Sabancı est le premier enfant de İhsan Sabancı, lui-même héritier de Hacı Ömer Sabancı, fondateur du conglomérat Sabancı Holding.
Elle a étudié à l’université du Bosphore d’Istanbul, après des études secondaires au lycée Türk Eğitim Derneği d’Ankara.
Elle commence sa carrière à LasSA, la compagnie de fabrication de pneus du conglomérat, dans la province de Kocaeli. Elle est ensuite nommée directrice générale de KordSA, poste qu’elle occupe pendant 14 ans. Plus tard, Güler Sabanci devient membre du comité directeur de Sabancı Holding, avec la responsabilité de la branche pneumatique du groupe ainsi que des ressources humaines.
En 1994, elle fonde l'Université Sabanci basée à Istanbul,. Parmi d'autres activités philanthropiques, elle préside la fondation Haci Omer Sabanci, qui a effectué plus d'1.5 milliards de dollar de dons à différentes activités de bienfaisance depuis 1994. Son action à la tête de l'organisation Girls Not Brides qui s'oppose aux mariages d'enfants en Turquie lui a valu un Clinton Global Citizen Award, prix décerné par l'ancien président américain Bill Clinton.
En 2004, elle succède à son oncle Sakıp Sabancı, dirigeant du groupe depuis 1967. Cette même année, le Wall Street Journal la classe parmi les 30 femmes les plus puissantes en Europe. En 2009, Forbes la classe 27e dans sa liste des 100 femmes les plus puissantes au monde. Elle  figure ensuite régulièrement dans cette liste, à la 77e place, et à la 76e en 2020.